# جوديث هيلدبراندت
جوديث هيلدبراندت (بالألمانية: Judith Hildebrandt)‏ (و. 1977  م) هي ممثلة، ومقدمة تلفزيونية، ومغنية ألمانية، ولدت في ميونخ.

## وصلات خارجية
- جوديث هيلدبراندت على موقع IMDb (الإنجليزية)
- جوديث هيلدبراندت على موقع ميوزك برينز (الإنجليزية)
- جوديث هيلدبراندت على موقع ديسكوغز (الإنجليزية)
- جوديث هيلدبراندت على موقع ديسكوغز (الإنجليزية)
- جوديث هيلدبراندت على موقع قاعدة بيانات الفيلم (الإنجليزية)
- جوديث هيلدبراندت على موقع كينوبويسك (الروسية)

- جوديث هيلدبراندت في قاعدة بيانات الأفلام على الإنترنت